# Берендюха
Берендюха — деревня в Шекснинском районе Вологодской области.
Входит в состав сельского поселения Железнодорожного, с точки зрения административно-территориального деления — в Железнодорожный сельсовет.
Расстояние по автодороге до районного центра Шексны — 22 км, до центра муниципального образования Пачи — 9 км. Ближайшие населённые пункты — Шапкино, Столупино, Пашнец.
По данным переписи в 2002 году постоянного населения не было.